# 艾沙尔顿
艾沙爾頓是位於圭亚那南部上塔库图-上埃塞奎博區（第九區）魯普努尼疏林草原的美洲原住民村落。艾沙爾頓是上塔库图-上埃塞奎博區下的南部次區的行政中心。據2002年官方人口普查數據，艾沙爾頓人口有1063人，使其成為繼萊瑟姆後上塔库图-上埃塞奎博區人口第二多的地方，也是南部次區人口最多的地方。艾沙爾頓的居住人口中，以瓦皮沙纳人最多。

## 歷史
距離艾沙爾頓約3公里的馬卡陶山（Makatau mountain）是圭亞那國內著名的考古遺址之一。艾沙爾頓著名於在馬卡陶和周邊地區的岩層中發現的岩刻（當地人稱）。1970年代時，圭亞那人類學家丹尼士·威廉斯對該地區進行了詳細的考古研究。研究顯示，統稱為「艾沙爾頓岩刻」（Aishalton Petroglyphs）的686個岩刻主要是人類和動植物的代表，以及幾何排列。威廉斯估計那些岩刻的年代是公元前3000年至5000年，並以岩刻的形象定義其為“艾沙爾頓類”岩刻。威廉斯還發現了84個用於雕刻岩刻的石器，而那些石器是圭亞那第一批用於雕刻岩刻的工具。

## 地理位置
艾沙爾頓位於圭亞那南部海拔187米的魯普努尼疏林草原，西臨卡饒達納瓦村（Karaudanawa），東接阿韋日沃瑙村（Awarewaunau）。上塔庫圖-上埃塞奎博區的首府萊瑟姆位於艾沙爾頓以西北180公里，而達達納瓦牧場則大約位於兩者之間。

### 交通
圭亞那沿海地區是圭亞那人口最多的地區，也是該國首都喬治敦的所在地，而艾沙爾頓和圭亞那沿海地區之間主要靠未鋪裝的林登萊瑟姆連貫道路（Linden-Lethem Road）連接。從萊瑟姆出發者可坐私家車經過萊瑟姆和艾沙爾頓之間的180公里的泥路。2008年前，位於卡通那日布（Katoonarib）的魯普努尼河大橋（Rupununi River Bridge）為艾沙爾頓和萊瑟姆提供了過河的途徑。但是，以1600萬圭亞那元建造的魯普努尼河大橋於2008年坍塌。1990年代，艾沙爾頓内建造了一条飛機著陸跑道，而其IATA代碼是。

## 服務及設施
在圭亞那國家圖書館的鄉郊圖書館服務擴展下，艾沙爾頓在1976年獲得鄉郊圖書館中心的服務。
艾沙爾頓地區醫院創於1982年，是上塔庫圖-上埃塞奎博區南部次區內惟一一所醫院。醫院服務超過七個村落，每天為20至40名患者提供門診服務，每月為約20名患者提供入院治療。醫院有約18個員工。根據《斯泰布若克新聞》對醫院工作人員的採訪，艾沙爾頓地區醫院除資源有限外，還有許多其他問題。由於偏遠地區醫療義工隊提供的醫院發電機於2008年停止運作，醫院每天只獲得3小時的供電。醫院也有供水和人手不足的問題。患有嚴重疾病的患者必須轉到萊瑟姆或喬治敦的醫院接受治療，但醫院也因缺乏交通工具和可靠的運輸路線而煩惱。
艾沙爾頓內設有中小學。艾沙爾頓中學（Aishalton Secondary School）創於1999年，服務上塔庫圖-上埃塞奎博區南部次區的六個村落。2009年，有報導指該中學出現過度擁擠的情況。
1990年代，艾沙爾頓引入了互联网服務。在此之前，艾沙爾頓只有无线电作對外通訊之用，因為村內或周邊地區並無電話服務。

## 人口及文化
艾沙爾頓的居住人口中，以瓦皮沙纳美洲原住民最多。村內以信奉基督教的人口最多，其中佔最大比例的是信奉天主教會者，另外也有村民信奉五旬節會、基督復臨安息日會和聖公會。少數村民信奉印度教和伊斯兰教。村內的主要經濟活動是農業、漁業和林業。
自1995年起，艾沙爾頓都會參加一年一度的「8月運動會」，而該運動會是上塔庫圖-上埃塞奎博區南部次區的六個村落聯合舉辦的體育節。「8月運動會」設足球、壘球、板球和排球比賽，而運動會的最後一天會舉行許多比賽，以慶祝瓦皮沙纳人的生活方式，包括傳統的瓦皮沙纳人活動，例如擦木薯和刺蚂蚁。
艾沙爾頓本地菜反映了傳統瓦皮沙纳人文化。木薯是當地人用於烹飪的主食，以製作木薯麵包、稱為的醃製醬料、類似於古斯米的麵粉，以及稱為的酒精飲品。的生產過程複雜，分三十個不同的階段，並涉及複雜的發酵技術。的發酵利用了澱粉分解黴菌（根黴），是已知唯一涉及利用澱粉分解生產的美洲原住民發酵飲品。